# Tipton (Missouri)
Pour les articles homonymes, voir Tipton.
Tipton est une ville des États-Unis située dans le Missouri.
Selon le recensement de 2010, Tipton compte 3 262 habitants. La municipalité s'étend sur 2,11 milles carrés (5,46 km2), dont 2,09 milles carrés (5,41 km2) de terres.